# ديمتريوس فيكيلاس
ديمتريوس فيكيلاس (باليونانية: Δημήτριος Βικέλας) (15 فبراير 1835 - 20 يوليو 1908) كان كاتب ورجل أعمال يوناني. كان أول رئيس للجنة الأولمبية الدولية في الفترة بين عامي 1894-1896.

## روابط خارجية
- ديمتريوس فيكيلاس على موقع الموسوعة البريطانية (الإنجليزية)
- ديمتريوس فيكيلاس على موقع أوليمبيديا (الإنجليزية)